# Werelderfgoed in Cambodja
Tot het UNESCO werelderfgoed in Cambodja behoren drie werelderfgoederen. De eerste werd in 1992 ingeschreven.

## Werelderfgoederen

### Actuele Werelderfgoederen
Deze lijst toont de werelderfgoederen in Cambodja in chronologische volgorde (C – Cultuurerfgoed; N – Natuurerfgoed).
| Naam                                                                        | Jaar | Soort | Beschrijving | Afbeelding |
| --------------------------------------------------------------------------- | ---- | ----- | ------------ | ---------- |
| Angkor                                                                      | 1992 | C     |              |            |
| Preah Vihear Tempel                                                         | 2008 | C     |              |            |
| Tempelzone van Sambor Prei Kuk, archeologische site van het oude Ishanapura | 2017 | C     |              |            |

### Als Werelderfgoed genomineerde objecten
Op de voorlopige lijst van de UNESCO worden objecten ingeschreven die naar het inzicht van de betreffende regering potentieel voor de erkenning als werelderfgoed in aanmerking komen. Dit zegt niets over een eventuele daadwerkelijke succesvolle inschrijving op de lijst. Tegenwoordig (2020) zijn op de voorlopige lijst negen objecten uit Cambodja ingeschreven.
| Naam                                    | Jaar | Soort | Beschrijving | Afbeelding |
| --------------------------------------- | ---- | ----- | ------------ | ---------- |
| Koh Ker                                 | 1992 | C     |              |            |
| Site van Kulen                          | 1992 | C     |              |            |
| Sites van Angkor Borei en Phnom Da      | 1992 | C     |              |            |
| Oudong                                  | 1992 | C     |              |            |
| Ensemble van Beng Mealea                | 1992 | C     |              |            |
| Ensemble van Preah Khan in Kampong Svay | 1992 | C     |              |            |
| Ensemble van Banteay Chhmar             | 1992 | C     |              |            |
| Ensemble van Banteay Prei Nokor         | 1992 | C     |              |            |
| Tuol Sleng-museum                       | 2020 | C     |              |            |